# Oreonetides minimus
Oreonetides minimus is een spinnensoort in de taxonomische indeling van de hangmatspinnen (Linyphiidae). De wetenschappelijke naam van de soort werd voor het eerst geldig gepubliceerd in 2017 door Tanasevitch.